# Heliodor Cepa
Heliodor Cepa (ur. 29 listopada 1895 w Mieszkowie, zm. 16 kwietnia 1974 w Warszawie) – generał brygady Wojska Polskiego, uczestnik I wojny światowej, powstaniec wielkopolski, naczelny dowódca łączności w Sztabie Naczelnego Wodza w czasie kampanii wrześniowej 1939 i dowódca łączności Polskich Sił Zbrojnych, ofiara represji stalinowskich.

## Życiorys
Syn Piotra i Marianny z Owczarskich. W latach 1907–1914 uczył się w gimnazjum w Jarocinie, a następnie w Krotoszynie. Tu należał do tajnego Towarzystwa Tomasza Zana, patriotycznej organizacji polskiej młodzieży gimnazjalnej w Wielkopolsce.
Krótko po wybuchu I wojny światowej, 24 września 1914, mając 19 lat, wcielony został do armii niemieckiej jako mieszkaniec Wielkopolski, która po rozbiorach należała do Cesarstwa Niemieckiego. Służbę wojskową odbywał przez całą wojnę w pododdziałach łączności – początkowo na froncie wschodnim (1915–1916), potem zachodnim (1916–1918). Brał udział w walkach we Flandrii, nad Sommą i w Szampanii.
Po zakończeniu wojny, gdy jego dywizję skierowano transportem kolejowym do Gdańska, opuścił samowolnie transport i wrócił do Wielkopolski (grudzień 1918). Wkrótce zgłosił się ochotniczo do batalionu powstańczego w Jarocinie. Jako łącznościowiec od 1 stycznia 1919 pełnił funkcję zastępcy szefa łączności 3 Dywizji Strzelców Wielkopolskich. Organizował łączność na południowym odcinku frontu powstańczego w rejonie Jarocina, Pleszewa, Krotoszyna i Ostrowa Wielkopolskiego. Następnie służył w sztabie dywizji jako podoficer techniczny i dowódca kompanii. 25 czerwca 1919 otrzymał stopień podporucznika i przeniesiono go do dowództwa wojsk powstańczych w Wielkopolsce. Zajmował się w tym czasie organizowaniem i rozbudową telefonicznej sieci fortecznej w Poznaniu. Po zakończeniu powstania wielkopolskiego, od 8 listopada 1919 był dowódcą kompanii telegraficznej w Dowództwie Okręgu Generalnego w Poznaniu.
27 lipca 1920 zgłosił się ochotniczo na front wojny polsko-bolszewickiej. Był dowódcą kompanii łączności i szefem łączności Syberyjskiej Brygady Piechoty, walczącej na Mazowszu. Za wybitne zasługi wojenne otrzymał w grudniu 1921 Krzyż Walecznych. W czasie III powstania śląskiego (2 maja – 5 lipca 1921) brał udział w organizowaniu łączności oddziałów powstańczych i zaopatrywaniu ich w sprzęt techniczny.
W początkach 1921 został kierownikiem referatu wyszkolenia łączności w Ministerstwie Spraw Wojskowych. W kwietniu 1924 został przydzielony z Departamentu VI Ministerstwa Spraw Wojskowych do 3 pułku łączności w Grudziądzu z równoczesnym odkomenderowaniem na kurs w Centre d’Etudes de Liaison et transmission w Wersalu pod Paryżem. W sierpniu tego roku, po ukończeniu kursu, został ponownie przydzielony do Departamentu VI MSWojsk. W 1926 otrzymał awans do stopnia majora i został dowódcą 1 pułku łączności. 2 listopada 1927 został przydzielony z Departamentu Inżynierii MSWojsk. do Wyższej Szkoły Wojennej w Warszawie, w charakterze słuchacza kursu 1927/1929. W sierpniu 1929, po ukończeniu kursu i otrzymaniu dyplomu naukowego oficera dyplomowanego, został przydzielony do Obozu Szkolnego Wojsk Łączności w Zegrzu na stanowisko dyrektora nauk. Z dniem 10 czerwca 1930 został przydzielony do Wyższej Szkoły Wojennej na stanowisko wykładowcy. Z dniem 1 czerwca 1933 został przydzielony do Centrum Wyszkolenia Łączności w Zegrzu na stanowisko komendanta. W grudniu 1934 został „wyznaczony do czasowego pełnienia obowiązków dowódcy Wojsk Łączności”. Na tym stanowisku rozpoczął wprowadzanie szeroko zakrojonych zmian organizacyjnych wojsk łączności i ich modernizację techniczną – w dziedzinie sprzętu łączności i motoryzacji wojsk łączności. Do wybuchu wojny 1939 roku nie udało się tych planów w pełni zrealizować.
W czasie kampanii wrześniowej 1939 roku był Naczelnym Dowódcą Łączności w Sztabie Naczelnego Wodza. Po agresji ZSRR na Polskę przekroczył granicę polsko-rumuńską z kolumną Naczelnego Wodza Edwarda Śmigłego-Rydza i został internowany. Zbiegł z obozu dla internowanych oficerów, przedostał się do Francji i wstąpił do Armii Polskiej we Francji dowodzonej przez gen. Władysława Sikorskiego. Po upadku Francji razem z polskimi żołnierzami przedostał się do Anglii. Tam objął stanowisko dowódcy łączności Polskich Sił Zbrojnych. Funkcję tę pełnił aż do końca wojny.
Po zadeklarowaniu chęci powrotu do Polski, by włączyć się czynnie do odbudowy zniszczonego wojną kraju, został zwolniony z tego stanowiska w sierpniu 1945. W maju 1946 powrócił do kraju i został powołany do ludowego Wojska Polskiego. Początkowo zajmował się dokończeniem sprawy rewindykacji sprzętu łączności pozostałego w Londynie. Następnie, w latach 1946–1951, pełnił kolejno funkcje szefa dwóch Oddziałów w Sztabie Generalnym WP oraz kierownika katedry łączności w Akademii Sztabu Generalnego.
W lipcu 1951 został aresztowany przez funkcjonariuszy Głównego Zarządu Informacji pod sfingowanym zarzutem tworzenia w wojsku organizacji spiskowej, mającej na celu obalenie władz państwowych. Mimo zastosowania w śledztwie różnego rodzaju szykan nie załamał się i nie przyznał się do zarzucanych mu działań. W areszcie przebywał do 8 lutego 1955, a dochodzenie w jego sprawie umorzono z braku jakichkolwiek dowodów winy. Został zwolniony z więzienia i nie powrócił już do służby wojskowej.
Pracował początkowo w Instytucie Łączności, a następnie w latach 1958–1966 w Polskiej Agencji Prasowej, w obu instytucjach na stanowisku głównego inżyniera. Dzięki jego staraniom w Zegrzu powstało jedno z najbardziej nowoczesnych w krajach „bloku wschodniego” centrów nadawczo-odbiorczych PAP.
Po przejściu na emeryturę włączył się w działalność społeczną, był członkiem Rady Naczelnej Związku Bojowników o Wolność i Demokrację i Głównej Komisji Ligi Obrony Kraju. Był założycielem Klubu Kombatantów Wojsk Łączności (1967), który skupiał byłych żołnierzy wojsk łączności z okresu II Rzeczypospolitej i żołnierzy z Polskich Sił Zbrojnych, którzy powrócili do Polski.
Był wiceprzewodniczącym Krajowej Komisji Weteranów Powstania Wielkopolskiego. Zorganizował grupę warszawskiego środowiska powstańców wielkopolskich i został jej szefem. W ostatnich latach życia skutecznie zabiegał o utworzenie kwatery powstańców wielkopolskich na warszawskich Powązkach. Projekt ten został zrealizowany. Obok znajduje się kwatera powstańców śląskich, zaś w centrum obu kwater znajduje się pomnik Powstańca Wielkopolskiego i Śląskiego.
Zmarł 16 kwietnia 1974 w Warszawie. Pochowany w kwaterze powstańców wielkopolskich na Cmentarzu Wojskowym na Powązkach (kwatera 7C-2-27).

## Awanse
- podporucznik – 25 marca 1919
- porucznik – 1920
- kapitan – 21 grudnia 1920
- major – 3 maja 1926
- podpułkownik – starszeństwo z 1 stycznia 1931
- pułkownik – 1936
- generał brygady – 10 lipca 1948

## Ordery i odznaczenia
W czasie I wojny światowej
- Krzyż Żelazny II klasy (Prusy)[10]

Po I wojnie światowej
- Krzyż Niepodległości (8 listopada 1937)[11][12]
- Krzyż Oficerski Orderu Odrodzenia Polski (11 listopada 1936)[13]
- Krzyż Walecznych (1920)[12]
- Złoty Krzyż Zasługi[12]
- Srebrny Krzyż Zasługi (16 marca 1928)[14]
- Honorowa Odznaka Związku Szlachty Zagrodowej (styczeń 1939)[15]
- Komandor Orderu Korony Rumunii (Rumunia)[12]
- Komandor Orderu Zasługi (Węgry)[12]
- Order Krzyża Orła III klasy (Estonia, 1937)[16]
- Kawaler Orderu Legii Honorowej (Francja, 1937)

W czasie II wojny światowej
- Medal Obrony (Wielka Brytania)
- Medal Wojny 1939–1945 (Wielka Brytania)

Po II wojnie światowej
- Krzyż Komandorski Orderu Odrodzenia Polski (1964)[10]
- Order Krzyża Grunwaldu III klasy[10]
- Złoty Krzyż Zasługi (1947)[10]
- Wielkopolski Krzyż Powstańczy (18 grudnia 1958)[17]
- Śląski Krzyż Powstańczy